# 가든 (프로게이머)
가든(본명: 서정원, 1998년 9월 25일 ~ )은 대한민국의 리그 오브 레전드 프로게이머로 포지션은 AD 캐리이다. 아이디는 Garden을 사용한다. 과거에는 Wega라는 아이디를 사용하기도 했다.

## 선수 생활
2018년 4월, HOU 게이밍에서 커리어를 시작했다. HOU 게이밍 소속으로 챌린저스 승격에 도전했지만 챌린저스 진출에는 실패했다.
2019시즌을 앞두고 MVP에 입단했다. 2019 스프링 시즌에서는 슈와 주전 경쟁을 하면서 번갈아 출전을 했다. 서머 시즌에서는 팀의 주전으로 도약했다. 2019시즌 종료 후 팀에서 퇴단했다.
2020년 2월, 아수라에 입단했다. 스프링 시즌 종료 이후 팀에서 퇴단했다.